# Agalenocosa fimbriata
Agalenocosa fimbriata is een spinnensoort in de taxonomische indeling van de wolfspinnen (Lycosidae).
Het dier behoort tot het geslacht Agalenocosa. De wetenschappelijke naam van de soort werd voor het eerst geldig gepubliceerd in 1944 door Cândido Firmino de Mello-Leitão.